# کی‌بانک

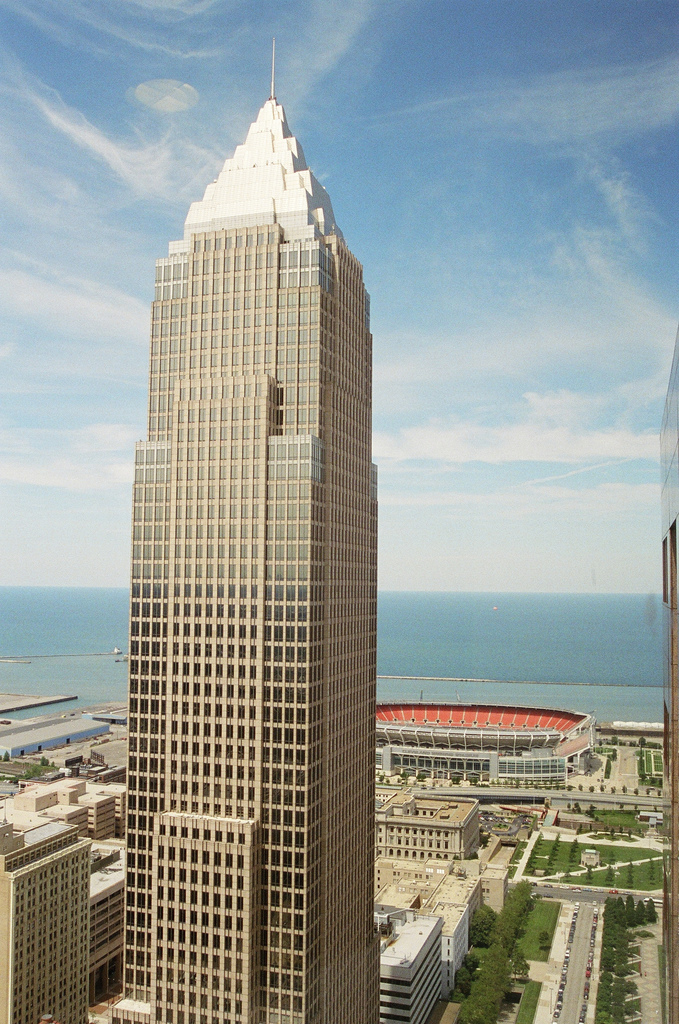
ساختمان مرکزی کی‌بانک در کلیولند

کی‌بانک (به انگلیسی: KeyBank) شرکت خدمات مالی و بانکداری ایالات متحده آمریکا است، که در سال ۲۰۱۳ در رتبه ۲۲ از بزرگترین بانک‌های ایالات متحده آمریکا قرار گرفت و هم‌اکنون مالک شبکه‌ای از ۱٫۰۵۲ شعبه و ۱٫۳۵۹ دستگاه خودپرداز، در ۳۱ ایالت می‌باشد.
ریشه‌های تأسیس این بانک به سال ۱۸۲۵ بازمی‌گردد، که فرماندار وقت نیویورک؛ دوایت کلینتون اقدام به راه‌اندازی کامرشال بانک آلبانی نمود. در ۱۹۷۱ فرست کامرشال بانک تأسیس شد، که در ۱۹۷۹ نام آن به کی‌کورپ تغییر پیدا کرد. در ۱۹۹۳ کامرشال بانک آلبانی و کی‌کورپ با هم ادغام شدند. یک سال بعد، در ۱۹۹۴ در پی ادغام کی‌کورپ و سوسائیتی نشنال بانک (تأسیس ۱۸۴۹)، کی‌بانک تشکیل شد.
شعبه مرکزی کی‌بانک در شهر کلیولند، اوهایو قرار دارد و بخشی از سهام آن در بازار بورس نیویورک معامله می‌شود. این بانک در سال ۲۰۰۸ در فهرست فرچون ۵۰۰ رتبه ۳۲۱ از بزرگترین شرکت‌های ایالات متحده را به خود اختصاص داد.